# Slagtenstein
Slagtenstein is het derde boek in de reeks De Demonata uit 2006 van de Ierse schrijver Darren Shan.

## Synopsis
Sinds Derwisj terug is uit het demonenuniversum, heeft hij last van vreselijke nachtmerries. Grubbs probeert zijn oom zo goed mogelijk te helpen en samen proberen ze een demonenloos leven op te bouwen.
Wanneer een beroemde horrorfilm-regisseuse Derwisj vraagt om haar te assisteren bij haar nieuwste film, neemt hij die kans aan, in de hoop om zo van zijn nachtmerries af te zijn. Grubbs en zijn half-broer Bill-E gaan mee.
Maar op de set van Slagtenstein blijkt niet alles in orde. Grubbs en Bill-E ontdekken dingen die heel gevaarlijk kunnen zijn voor de hele cast en crew. Wanneer ze proberen hen te waarschuwen, luistert niemand naar ze, zelfs niet Derwisj.
Grubbs zet alles op alles om levend uit dit avontuur te geraken en de mensen te redden waarvan hij het meeste houdt.